# Sechseläuten
 (avril 2023).
Si vous disposez d'ouvrages ou d'articles de référence ou si vous connaissez des sites web de qualité traitant du thème abordé ici, merci de compléter l'article en donnant les références utiles à sa vérifiabilité et en les liant à la section « Notes et références ».
Les Sechseläuten (en suisse allemand : Sächsilüüte, littéralement sonnailles de six (heures)) est une fête traditionnelle de la ville suisse de Zurich. Elle est fêtée sous sa forme actuelle depuis 1904. La fête a lieu le troisième lundi d'avril et comporte plusieurs événements, notamment un cortège d'enfants déguisés le dimanche et le cortège des corporations le lundi. Ce dernier se termine à six heures du soir (d'où le nom Sechseläuten) par la crémation du Böögg.

## Crémation duBöögg
L'événement principal de la fête est, à 18 heures, la crémation sur un bûcher d'une effigie de l'Hiver nommée le Böögg ou Bonhomme Hiver. Il s'agit d'un bonhomme de neige qui renferme des pétards. Brûler des poupées à l'effigie de l'hiver est une tradition qui date d'avant le Sechseläuten et qui se retrouve dans d'autres cantons suisses. À l'origine, un Böögg était un personnage masqué fauteur de troubles effrayant les enfants pendant les périodes de carnaval. Le temps qui s'écoule entre la mise à feu du bûcher et l'explosion des pétards situés dans la tête du Böögg est considéré comme une prédiction du temps qu'il fera pendant l'été qui suivra : plus la tête du Böögg explose rapidement, plus l'été sera précoce et ensoleillé. Le temps le plus court fut de 5 minutes et 7 secondes (en 1974), le plus long de 43 minutes et 34 secondes en 2016, battant ainsi l'ancien record de 40 minutes (en 1970 et 1988).

## Cortège des enfants
Un cortège d'enfants (Kinderumzug) en costumes nationaux et historiques a lieu la veille du Sechseläuten, donc le dimanche. 

## Cortège des corporations
Un cortège des corporations de la ville (Zünfte) a lieu durant l'après-midi du Sechseläuten. Il se termine sur la place où le Böögg sera brûlé, le Sechseläutenplatz (Place du Sechseläuten). Pendant que le bûcher brûle, les cavaliers du cortège galopent autour de celui-ci au son d'une marche que l'on appelle le "Sechseläutenmarsch".

## Visites des corporations
Le soir, les différentes corporations se rendent visite mutuellement. C'est l'occasion d'un duel oratoire entre un membre d'une corporation et le président (Zunftmeister) de la corporation visitée.

## Éditions
| Années | Temps                                                         | Corporations invitées                        | Sources |
| ------ | ------------------------------------------------------------- | -------------------------------------------- | ------- |
| 1923   | Après une heure de temps                                      |                                              | [ 3 ]   |
| ...    |                                                               |                                              |         |
| 1944   |                                                               |                                              | [ 4 ]   |
| ...    |                                                               |                                              |         |
| 1952   | 6 minutes                                                     |                                              |         |
| 1953   | 8 minutes                                                     |                                              |         |
| ....   |                                                               |                                              |         |
| 1956   | Moins de 4 minutes                                            |                                              |         |
| ...    |                                                               |                                              |         |
| 1958   | 8 minutes                                                     |                                              |         |
| 1959   | 8 minutes                                                     |                                              |         |
| ...    |                                                               |                                              |         |
| 1961   | 7 minutes                                                     |                                              |         |
| ...    |                                                               |                                              |         |
| 1965   | 20 minutes                                                    |                                              |         |
| 1966   | 16 minutes                                                    |                                              |         |
| 1967   | 6 minutes                                                     |                                              |         |
| 1968   | 5 minutes                                                     |                                              |         |
| 1969   | 10 minutes                                                    |                                              |         |
| 1970   | 40 minutes                                                    |                                              |         |
| 1971   | 5 minutes                                                     |                                              |         |
| 1972   | 8 minutes                                                     |                                              |         |
| 1973   | 26 minutes                                                    |                                              |         |
| 1974   | 5 minutes et 7 secondes                                       |                                              |         |
| 1975   | 22 minutes                                                    |                                              |         |
| 1976   | 11 minutes                                                    |                                              |         |
| 1977   | 27 minutes                                                    |                                              |         |
| 1978   | 12 minutes                                                    |                                              |         |
| 1979   | 19 minutes                                                    |                                              |         |
| 1980   | 17 minutes                                                    |                                              |         |
| 1981   | 14 minutes et 10 secondes                                     |                                              |         |
| 1982   | 13 minutes                                                    |                                              |         |
| 1983   | 24 minutes et 20 secondes                                     |                                              |         |
| 1984   | 22 minutes                                                    |                                              |         |
| 1985   | 24 minutes                                                    |                                              |         |
| 1986   | 14 minutes                                                    |                                              |         |
| 1987   | 17 minutes                                                    |                                              |         |
| 1988   | 40 minutes                                                    |                                              |         |
| 1989   | 24 minutes                                                    |                                              |         |
| 1990   | 10 minutes et 30 secondes                                     |                                              |         |
| 1991   | 12 minutes                                                    | Lucerne                                      |         |
| 1992   | 10 minutes et 13 secondes                                     | Saint-Gall                                   |         |
| 1993   | 23 minutes et 30 secondes                                     | Bâle-Ville                                   |         |
| 1994   | 21 minutes et 55 secondes                                     | Valais                                       |         |
| 1995   | 5 minutes et 51 secondes                                      | Glaris                                       |         |
| 1996   | 8 minutes                                                     | Genève                                       |         |
| 1997   | 7 minutes et 30 secondes                                      | Thurgovie                                    |         |
| 1998   | 10 minutes et 13 secondes                                     | Zurich                                       |         |
| 1999   | 23 minutes et 52 secondes                                     | Vaud                                         |         |
| 2000   | 16 minutes et 45 secondes                                     | Uri                                          |         |
| 2001   | 26 minutes et 23 secondes                                     | Appenzell Rhodes-Intérieures                 |         |
| 2002   | 12 minutes et 24 secondes                                     | Tessin                                       |         |
| 2003   | 5 minutes et 42 secondes                                      | Schwytz                                      |         |
| 2004   | 11 minutes et 42 secondes                                     | Grisons                                      | [ 4 ]   |
| 2005   | 17 minutes et 52 secondes                                     | Fribourg                                     | [ 4 ]   |
| 2006   | 10 minutes et 28 secondes                                     | Argovie                                      | [ 4 ]   |
| 2007   | 12 minutes et 9 secondes                                      | Zoug                                         | [ 4 ]   |
| 2008   | 26 minutes et 1 seconde                                       | Soleure                                      | [ 4 ]   |
| 2009   | 12 minutes et 55 secondes                                     | Schaffhouse                                  | [ 4 ]   |
| 2010   | 12 minutes et 54 secondes                                     | Nidwald                                      | [ 4 ]   |
| 2011   | 10 minutes et 56 secondes                                     | Bâle-Campagne                                | [ 4 ]   |
| 2012   | 12 minutes et 7 secondes                                      | Berne                                        | [ 4 ]   |
| 2013   | 35 minutes et 11 secondes                                     | Saint-Gall                                   | [ 4 ]   |
| 2014   | 7 minutes et 23 secondes                                      | Obwald                                       | [ 4 ]   |
| 2015   | 20 minutes et 39 secondes                                     | Zurich                                       |         |
| 2016   | 43 minutes et 34 secondes                                     | Lucerne (Corporation du Safran (de))         | [ 4 ]   |
| 2017   | 9 minutes et 56 secondes                                      | Glaris                                       | [ 4 ]   |
| 2018   | 20 minutes et 31 secondes                                     | Bâle-Ville                                   | [ 4 ]   |
| 2019   | 17 minutes et 44 secondes                                     | Ville de Strasbourg                          | [ 4 ]   |
| 2020   | édition annulée dû à la pandémie du Covid-19                  | édition annulée dû à la pandémie du Covid-19 | [ 4 ]   |
| 2021   | 12 minutes et 57 secondes                                     | Uri                                          |         |
| 2022   | 37 minutes et 59 secondes                                     | Uri                                          | [ 4 ]   |
| 2023   | 57 minutes                                                    | Schwytz                                      |         |
| 2024   | cérémonie du böögg annulée à cause des fortes rafales de vent | Appenzell Rhodes-Extérieures                 |         |
| 2025   |                                                               | Zoug (prévu)                                 |         |